# Ana Mureșan
Ana Mureșan (n. 24 septembrie 1925, Ploiești – d. 20 martie 2010) a fost o politiciană comunistă și naționalistă română.

## Biografie
Ana Mureșan provine dintr-o familie modestă și a devenit membru de partid din 1946. În timpul regimului comunist, a fost președinte al Consiliului Național al Femeilor, membru al CPEx și ministru al Comerțului Interior în Guvernul Constantin Dăscălescu (1) (21 mai 1982 - 28 martie 1985). La momentul căderii regimului comunist, Ana Mureșan era ministrul Comerțului interior, președintele  Consiliului Național al Femeilor, membră în Comitetul Central al Partidului Comunist Român.
Ana Mureșan a fost deputat în Marea Adunare Națională în sesiunile din perioada 1980 - 1989.  
La 10 ianuarie 1990, Ana Mureșan a fost arestată împreună cu „lotul CPEx“, împărțind celula cu Lina Ciobanu și Cornelia Filipaș. La 20 aprilie 1992, Ana Mureșan a primit cea mai mare pedeapsă din lot: 16 ani, pentru complicitate la omor deosebit de grav și a fost grațiată de Ion Iliescu în martie 1994. Ulterior, Ana Mureșan a intrat în PRM, condus de Corneliu Vadim Tudor.

## Distincții
- Medalia comemorativă „A 40-a aniversare a revoluției de eliberare socială și națională, antifascistă și antiimperialistă” (20 august 1984) „pentru contribuția deosebită adusă la înfăptuirea politicii Partidului Comunist Român de făurire a societății socialiste multilateral dezvoltate în patria noastră, cu prilejul celei de-a 40-a aniversări a revoluției de eliberare socială și națională, antifascistă și antiimperialistă”[4]
- Ordinul Muncii clasa I (10 octombrie 1986) „pentru contribuția adusă la înfăptuirea politicii partidului și statului de făurire a societății socialiste multilateral dezvoltate în patria noastră, cu prilejul împlinirii vîrstei de 60 de ani”[5]